# Houston Oilers 1971
La stagione 1971 degli Houston Oilers è stata la seconda della franchigia nella National Football League, la 12ª complessiva. La squadra vinse quattro partite, una in più dell'anno precedente, mancando i playoff per la seconda stagione consecutiva.
La squadra scelse come terzo assoluto nel Draft NFL 1971 il quarterback Dan Pastorini ma divenne la prima della storia della lega a lanciare 3 o più intercetti in dieci diverse partite.

## Calendario

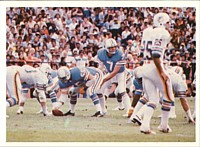
Gli Oilers scelsero Dan Pastorini come terzo assoluto nel Draft NFL 1971

| Stagione regolare |                         |           |
| Turno             | Avversario              | Risultato |
| 1                 | at Cleveland Browns     | S 31–0    |
| 2                 | Kansas City Chiefs      | S 20–16   |
| 3                 | New Orleans Saints      | P 13–13   |
| 4                 | at Washington Redskins  | S 22–13   |
| 5                 | Detroit Lions           | S 31–7    |
| 6                 | at Pittsburgh Steelers  | S 23–16   |
| 7                 | Cincinnati Bengals      | V 10–6    |
| 8                 | at New England Patriots | S 28–20   |
| 9                 | at Oakland Raiders      | S 41–21   |
| 10                | at Cincinnati Bengals   | S 28–13   |
| 11                | Cleveland Browns        | S 37–24   |
| 12                | Pittsburgh Steelers     | V 29–3    |
| 13                | at Buffalo Bills        | V 20–14   |
| 14                | San Diego Chargers      | V 49–33   |

## Classifiche
| AFC Central         | AFC Central | AFC Central | AFC Central | AFC Central | AFC Central | AFC Central | AFC Central | AFC Central | AFC Central |
|                     | V           | S           | P           | %           | DIV         | CONF        | PF          | PS          | Str.        |
| ------------------- | ----------- | ----------- | ----------- | ----------- | ----------- | ----------- | ----------- | ----------- | ----------- |
| Cleveland Browns    | 9           | 5           | 0           | .643        | 5–1         | 7–4         | 285         | 273         | V5          |
| Pittsburgh Steelers | 6           | 8           | 0           | .429        | 4–2         | 5–6         | 246         | 292         | S1          |
| Houston Oilers      | 4           | 9           | 1           | .308        | 2–4         | 4–7         | 251         | 330         | V3          |
| Cincinnati Bengals  | 4           | 10          | 0           | .286        | 1–5         | 3–8         | 284         | 265         | S3          |

Nota: I pareggi non venivano conteggiati ai fini della classifica fino al 1972.